# Els Cinc Xics
Els Cinc Xics (anomenats 5 Chics a partir de 1971) va ser un grup valencià de pop-rock fundat en 1965 i integrat per José Manuel Ballester (veu), Antonio Pizá (guitarra), Vicente Gay (baix i saxo), Ramón Asensio (bateria), José Llusar (òrgan) i, posteriorment, Bernardo Adam com a organista i Remigi Palmero com a veu i guitarra. Gravaren entre el 1967 i 1983 diferents senzills en castellà i feren una versió en valencià del clàssic Quan un home vol una dona. El 1997 es va editar un doble CD amb la seva obra completa que es va reeditar el 2014.

## Discografia
- Els Cinc Xics - 5 Chics Todas sus grabaciones (1997)[4]
- Música Latina de los Años 60 y 70: Els 5 Chics (2014)[5]
- Quan un home vol una dona, a la compilació: «Grans èxits del pop en català 1960-1975».   Ramalmusic.